# 執事様のお気に入り
『執事様のお気に入り』（しつじさまのおきにいり）は、ストーリー構成：津山冬、作画：伊沢玲による日本の漫画作品。

## 概要
『別冊花とゆめ』（白泉社）にて、2007年（平成19年）1月号より連載が開始され、2015年（平成27年）7月号で完結した。単行本は「花とゆめCOMICS」より刊行され、全21巻が発売されている。
その後、新シリーズ「執事様のお気に入り Encore!（アンコール）」が『別冊花とゆめ』2016年（平成28年）3月号から不定期に掲載され、2017年（平成29年）1月号で完結した。単行本は「花とゆめCOMICS」より刊行され、全1巻が発売されている。

## あらすじ
事故で両親を亡くした氷村良は、かつて名家として誉れ高かった祖父母の家に引き取られたことを機に、全寮制の名門高校「双星館学園」に編入することになった。
学園の敷地内で迷子になった良を案内してくれたのはタキシード姿の男子、Bクラス（バトラー・クラス：Butler Class）の神澤伯王だった。
裕福な名家の子女ばかりのLクラス（ロード・アンド・レディ・クラス：Lord&Lady Class）の中でも飾らない良の人柄を気に入った伯王は、彼女の専属執事として契約を結ぶことを申し出る。

## 登場人物

### Lord&Lady Class
氷村良（ひむら りょう）
声：折笠富美子
主人公。庶民的でマイペースな性格。母直伝のケーキ作りが得意。両親を事故で亡くし、かつて名家として名を馳せていた祖父母の家に引き取られたことを機に、双星館学園に編入した。かつて両親は執事と跡取り娘という立場で駆け落ちしているが、このとき当主（=祖父）はそれを見逃している。祖父母孝行を目標とし、傾きかけた彼らの家を再興する為にも双星館で精進する。
朝宮薫子（あさみや かおるこ）
声：今野宏美
美術商の娘。良の親友で、クッキング部所属。マイペースで面倒見がよく、良と伯王を温かく見守っている。執事マニア。
高涼院静香（こうりょういん しずか）
伯王のファン。良に嫉妬しては、嫌がらせとして公の場で彼女の祖父母を侮辱した。
花園響（はなぞの ひびき）
声：渡辺明乃
クッキング部部長。良のことを気に入っている。
楠真琴（くすのき まこと）
声：大橋彩香
良のクラスの編入生。名門の子女で、伯王とは旧知の間柄。物静かな美少女だが、人見知りが激しい。征貴に密かな想いを寄せている。

### Butler Class
神澤伯王（かんざわ はくおう）
声：櫻井孝宏
2年生。学年首席。良の専属執事にして、神澤財閥の御曹司。実力主義者で、自分の実力を試したいとの理由でBクラスに在籍。負けず嫌いの努力家で、世話焼きな性格。かなりの甘党。
道家庵（どうけ いおり）
声：神谷浩史
3年生。代々神澤家に仕える執事の家柄で、5歳の頃から伯王に仕えている。常に優雅な物腰と上品な笑顔を絶やさず、Lクラス女子からは「微笑みの王子様」と呼ばれるが、実は腹黒。
子供の頃に伯王&隼斗と約束を交わした懐中時計をよく磨いている。
鹿糠隼斗（かぬか はやと）
声：小野大輔
3年生。代々神澤家に仕える執事の家柄で、5歳の頃から伯王に仕えている。庵とは良いライバルだが、都合の良いように利用されている。大ざっぱな性格だが、優秀で頼りになる。熱血で単純。Lクラス女子からは｢憧れのお兄様｣と呼ばれている。
仙堂征貴（せんどう まさき）
声：平川大輔
2年生。自治委員会委員長で、別名「執事サイボーグ」。成績優秀だが、自他共に厳しい融通の利かない性格。伯王とは水と油の関係。
彼の兄は、真琴の執事である。

### その他
神澤理皇（かんざわ りお）
声：斎賀みつき
伯王の弟。10歳。優秀で面倒見のいい兄のことを尊敬しており、彼が良の専属執事を務めていることに少し不満を抱いている。
神澤碧織衣（かんざわ あおい）
伯王の姉。たおやかな外見とは裏腹に人使いが荒く、最強。
神澤晃宗 （かんざわ あきむね）
神澤家当主。伯王の父親。180cm　A型　甘い物が嫌い。甘くないナッツペーストやブルーベリーが好き。

#### 神澤翠（かんざわ みどり）
伯王の母親。仕事では旧姓を名乗っている。

#### 桐生（きりゅう）
声：前野智昭
理皇のお目付け役。幼い割に行動力のある理皇に振り回される苦労人。
橘（たちばな）
碧織衣専任の執事。外見は中年。落ち着いた性格。

#### アルバート・スタルトウィン
英国の名門貴族。向坂が仕えている家の子息。良のことを気に入った。
氷村善之介（ひむら ぜんのすけ）
氷村家の当主で、良の祖父。双星館学園の理事長とは同窓生。
氷村昭（ひむら あき）
良の祖母。
向坂遥巳（さきさか はるみ）
声：遊佐浩二
双星館学園BクラスのOB。在学中から有名だった敏腕執事で、伯王に双星館学園Bクラスに入るきっかけを与えた人物。卒業後は、英国の名門スタルトウィン家でハウススチュワードを務めている。

## 用語
双星館学園（そうせいかんがくえん）
紳士淑女の養成を標榜するロード・アンド・レディ・クラス：Lord&Lady Class（通称「Lクラス」）と、執事養成を標榜し、完全な実力主義によって運営されるバトラー・クラス：Butler Class（通称「Bクラス、執事クラス」）によって構成される名門校。Lクラスは家柄と財力が伴わなければ実質的に入学できず、Bクラスは各学年とも1組のみで編成、生徒は男子限定とされているため、両クラスとも入学試験はかなりの狭き門となっている。
誓いの言葉
「双星の名の下 私への忠誠を誓え」 「…貴女に 私の持てる全てを捧げましょう …お嬢様」

## 書籍情報

### 単行本
- ストーリー構成・津山冬、作画・伊沢玲 『執事様のお気に入り』 白泉社〈花とゆめコミックス〉、全21巻
  1. 2007年6月19日発売、ISBN 978-4-592-18511-6
  2. 2007年11月19日発売、ISBN 978-4-592-18512-3
  3. 2008年4月18日発売、ISBN 978-4-592-18513-0
  4. 2008年7月17日発売、ISBN 978-4-592-18514-7
  5. 2008年12月19日発売、ISBN 978-4-592-18515-4
  6. 2009年5月19日発売、ISBN 978-4-592-18516-1
  7. 2009年12月18日発売、ISBN 978-4-592-18517-8
  8. 2010年5月19日発売、ISBN 978-4-592-19248-0
  9. 2010年10月19日発売、ISBN 978-4-592-19249-7
  10. 2011年3月18日発売、ISBN 978-4-592-19250-3
  11. 2011年10月20日発売、ISBN 978-4-592-19273-2
  12. 2012年2月20日発売、ISBN 978-4-592-19274-9
  13. 2012年8月20日発売、ISBN 978-4-592-19275-6
  14. 2013年2月20日発売、ISBN 978-4-592-19276-3
  15. 2013年7月19日発売、ISBN 978-4-5921-9277-0
  16. 2014年2月20日発売、ISBN 978-4-592-19278-7
  17. 2014年7月18日発売、ISBN 978-4-592-19279-4
  18. 2014年9月19日発売、ISBN 978-4-592-19280-0
  19. 2015年1月20日発売、ISBN 978-4-592-21439-7
  20. 2015年5月20日発売、ISBN 978-4-592-21440-3
  21. 2015年9月18日発売、ISBN 978-4-592-21441-0、ISBN 978-4-592-10562-6（ドラマCD付き初回限定版）

- ストーリー構成・津山冬、作画・伊沢玲 『執事様のお気に入り Encore!』 白泉社〈花とゆめコミックス〉 2017年2月20日発売、ISBN 978-4-592-21442-7

### その他
- ストーリー構成・小説／津山冬、作画・伊沢玲 『執事様のお気に入り ノベル&コミック Be with You!』 白泉社 〈花とゆめコミックス〉 2009年12月18日発売、ISBN 978-4-592-18708-0
- ストーリー構成・小説／津山冬、作画・伊沢玲 『執事様のお気に入り ノベル&コミック Stay with Me!』 白泉社 〈花とゆめコミックス〉 2014年2月20日発売、ISBN 978-4-592-19759-1

## ドラマCD
HCD 執事様のお気に入り
マリン・エンタテインメント 2008年6月25日発売
- キャスト
他 寮長 - 鈴木千尋、受付係 - 阿部敦、寮生 - 小田久史、女生徒達 - 本多陽子・永田依子・木下紗華・浅倉杏美

HCD 執事様のお気に入り 2
マリン・エンタテインメント 2009年1月21日発売
- キャスト
他 クッキング部の部員達 - 世戸さおり・廣田詩夢・中村知子、Bクラスの教師 - 四宮豪

HCD 執事様のお気に入り 3
マリン・エンタテインメント 2009年7月23日発売
- キャスト
他 Bクラスの生徒達 - 樋口智透・野村勝人・佐藤拓也・井口祐一、女子生徒達 - 〆野潤子・高本めぐみ・田中晶子・中村知子

HCD 執事様のお気に入り 4
マリン・エンタテインメント 2011年5月25日発売
- キャスト
他 アルバート・スタルトウィン - 立花慎之介

『別冊花とゆめ』2010年3月号・4月号応募者全員サービス「プレミアム★ドラマCD」
白泉社 2010年1月26日発売・2010年2月26日発売

『別冊花とゆめ』2015年11月号付録「だけど、やっぱり特別な夜」
白泉社 2015年9月26日発売

コミックス第21巻初回限定版付属「告白編『そばにいたいから』・電話編『はじめての』」
白泉社 2015年9月18日発売